# Pseudacraea duodecimpunctata
Pseudacraea duodecimpunctata är en fjärilsart som beskrevs av Pieter Cornelius Tobias Snellen 1872. Pseudacraea duodecimpunctata ingår i släktet Pseudacraea och familjen praktfjärilar. Inga underarter finns listade i Catalogue of Life.